# Deutsche Leichtathletik-Hallenmeisterschaften 2013
Die 60. Deutschen Leichtathletik-Hallenmeisterschaften fanden am 23. und 24. Februar 2013 in der Helmut-Körnig-Halle in Dortmund statt. Zum fünfzehnten Mal war Dortmund Gastgeber. Die Veranstaltung war an beiden Tagen ausverkauft.
Christina Schwanitz gewann das Kugelstoßen mit Weltjahresbestleistung.

## Ausgelagerte Wettbewerbe

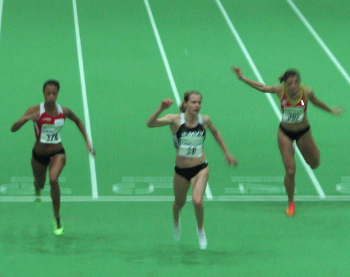
Verena Sailer gewinnt das 60-Meter-Finale

Die Mehrkämpfe und Gehwettbewerbe wurden am 26. und 27. Januar in der Leichtathletikhalle Frankfurt-Kalbach bei den parallel durchgeführten Deutschen Hallenmehrkampfmeisterschaften und den Deutschen Geher-Hallenmeisterschaften ausgetragen. Die 3-mal-1000-Meter-Staffeln konkurrierten am 17. Februar im Rahmen der Deutschen Jugendhallenmeisterschaften in Halle (Saale).

## Medaillengewinner

### Frauen
| Disziplin      | Gold                                                                            | Leistung     | Silber                                                                                   | Leistung     | Bronze | Leistung     |
| -------------- | ------------------------------------------------------------------------------- | ------------ | ---------------------------------------------------------------------------------------- | ------------ | --- | ------------ |
| 60 m           | Verena Sailer (MTG Mannheim)                                                    | 7,18 s       | Tatjana Pinto (LG Ratio Münster)                                                         | 7,24 s       | Inna Weit (LC Paderborn) | 7,38 s       |
| 200 m          | Inna Weit (LC Paderborn)                                                        | 23,53 s      | Maike Dix (TV Wattenscheid 01)                                                           | 23,61 s      | Katharina Grompe (LG Olympia Dortmund)                                                                                                   | 23,72 s      |
| 400 m          | Julia Förster (TSV Bayer 04 Leverkusen)                                         | 54,22 s      | Christiane Klopsch (LG Friedberg-Fauerbach)                                              | 54,62 s      | Wiebke Ullmann (TSV Bayer 04 Leverkusen)                                                                                                 | 55,03 s      |
| 800 m          | Sonja Mosler (TV Herkenrath)                                                    | 2:05,54 min  | Christine Gess (TSG Balingen)                                                            | 2:05,97 min  | Jana Hartmann (LG Olympia Dortmund) | 2:06,43 min  |
| 1500 m         | Annett Horna (LC Rehlingen)                                                     | 4:13,26 min  | Elina Sujew (LT Haspa Marathon)                                                          | 4:13,57 min  | Diana Sujew (LT Haspa Marathon) | 4:14,74 min  |
| 3000 m         | Corinna Harrer (LG Telis Finanz Regensburg)                                     | 9:04,21 min  | Maren Kock (LG Telis Finanz Regensburg)                                                  | 9:19,93 min  | Carolin Aehling (LG Telis Finanz Regensburg)                                                                                             | 9:22,93 min  |
| 60 m Hürden    | Nadine Hildebrand (VfL Sindelfingen)                                            | 8,07 s       | Cindy Roleder (LAZ Leipzig)                                                              | 7,95 s       | Alexandra Burghardt (LG Stadtwerke München)                                                                                              | 8,25 s       |
| 4 × 200 m      | TV Wattenscheid (Maike Dix, Esther Cremer, Maral Feizbakhsh, Pamela Dutkiewicz) | 1:35,42 min  | TSV Bayer 04 Leverkusen (Kira Biesenbach, Julia Förster, Wiebke Ullmann, Mareike Peters) | 1:35,87 min  | LT DSHS Köln (Laura Zurl, Leena Günther, Kim Carina Schmidt, Lara Hoffmann)                                                              | 1:36,02 min  |
| Hochsprung     | Marie-Laurence Jungfleisch (LAV Stadtwerke Tübingen)                            | 1,87 m       | Nadja Kampschulte (TV Wattenscheid 01)                                                   | 1,84 m       | Nele Hollmann (TV Wattenscheid 01) Imke Onnen (LG Hannover) Julia Straub (TSV Bayer 04 Leverkusen) Linda Zuber (TSV Bayer 04 Leverkusen) | 1,80 m       |
| Stabhochsprung | Kristina Gadschiew (LAZ Zweibrücken)                                            | 4,40 m       | Annika Roloff (MTV Holzminden)                                                           | 4,35 m       | Joana Kraft (TuS Metzingen) | 4,25 m       |
| Weitsprung     | Lisa Steinkamp (VfL Sindelfingen)                                               | 6,38 m       | Urszula Gutowicz-Westhof (SC Charlottenburg)                                             | 6,37 m       | Stefanie Voss (LAV Bayer Uerdingen/Dormagen)                                                                                             | 6,33 m       |
| Dreisprung     | Jenny Elbe (Dresdner SC)                                                        | 13,86 m      | Kristin Gierisch (LAC Erdgas Chemnitz)                                                   | 13,71 m      | Elina Sterzing (TSV Rottweil) | 12,91 m      |
| Kugelstoßen    | Christina Schwanitz (LV 90 Erzgebirge)                                          | 19,79 m      | Josephine Terlecki (SC Magdeburg)                                                        | 17,69 m      | Shanice Craft (MTG Mannheim) | 17,66 m      |
| 3000 m Gehen   | Nicole Best (TV Groß-Gerau)                                                     | 14:01,81 min | Bianca Schenker (LG Vogtland)                                                            | 14:08,40 min | Brit Schröter (LG Vogtland) | 14:08,97 min |
| Fünfkampf      | Julia Mächtig (SC Neubrandenburg)                                               | 4397 Punkte  | Alina Biesenbach (TSV Bayer 04 Leverkusen)                                               | 4067 Punkte  | Anna Maiwald (TSV Bayer 04 Leverkusen)                                                                                                   | 3943 Punkte  |

### Männer
| Disziplin      | Gold                                                                              | Leistung     | Silber                                                                           | Leistung     | Bronze                                                                      | Leistung     |
| -------------- | --------------------------------------------------------------------------------- | ------------ | -------------------------------------------------------------------------------- | ------------ | --------------------------------------------------------------------------- | ------------ |
| 60 m           | Julian Reus (TV Wattenscheid 01)                                                  | 6,56 s       | Lucas Jakubczyk (SC Charlottenburg)                                              | 6,70 s       | Martin Keller (LAZ Leipzig)                                                 | 6,74 s       |
| 200 m          | Maximilian Kessler (SCC Berlin)                                                   | 21,12 s      | Patrick Domogala (MTG Mannheim)                                                  | 21,44 s      | Roy Schmidt (LAZ Leipzig)                                                   | 21,53 s      |
| 400 m          | Thomas Schneider (SC Magdeburg)                                                   | 47,33 s      | David Gollnow (LG Stadtwerke München)                                            | 47,43 s      | Miguel Rigau (LT DSHS Köln)                                                 | 47,55 s      |
| 800 m          | Robin Schembera (TSV Bayer 04 Leverkusen)                                         | 1:49,11 min  | Andreas Lange (LG Reinbek-Ohe)                                                   | 1:49,19 min  | Jan Riedel (Dresdner SC)                                                    | 1:49,70 min  |
| 1500 m         | Florian Orth (LG Telis Finanz Regensburg)                                         | 3:41,00 min  | Heyi Tesfave (LG Eintracht Frankfurt)                                            | 3:41,05 min  | Sebastian Keiner (Erfurter LAC)                                             | 3:43,25 min  |
| 3000 m         | Carsten Schlangen (LG Nord Berlin)                                                | 7:55,37 min  | Clemens Bleistein (LG Stadtwerke München)                                        | 8:01,55 min  | Nico Sonnenberg (LG Eintracht Frankfurt)                                    | 8:01,96 min  |
| 60 m Hürden    | Erik Balnuweit (LAZ Leipzig)                                                      | 7,61 s       | Gregor Traber (LAV Tübingen)                                                     | 7,66 s       | Helge Schwarzer (Hamburger SV)                                              | 7,78 s       |
| 4 × 200 m      | LG Stadtwerke München (Kamghe Gaba, Jonas Plass, Benedikt Wiesend, David Gollnow) | 1:25,76 min  | SC Charlottenburg (Robert Hind, Eric Franke, Maximilian Kessler, George Petzold) | 1:26,06 min  | TV Gladbeck (Sebastian Fricke, Matthias Bos, Simon Schlebach, Kevin Sellke) | 1:26,38 min  |
| 3 × 1000 m     | VfB LC Friedrichshafen (Maximilian Dersch, Martin Sperlich, Richard Ringer)       | 7:11,06 min  | Laufteam Erfurt (Sven Paetorius, Kevin Stadler, Sebastian Keiner)                | 7:11,17 min  | LG Nord Berlin (Micha Heidenreich, Sebastian Dennis, Carsten Schlangen)     | 7:11,36 min  |
| Hochsprung     | Matthias Haverney (Dresdner SC)                                                   | 2,15 m       | Mateusz Przybylko (TSV Bayer 04 Leverkusen)                                      | 2,15 m       | Matthias Franta (TSV Schott Mainz)$Benjamin Lauckner (LAC Erdgas Chemnitz)  | 2,10 m       |
| Stabhochsprung | Björn Otto (ASV Köln)                                                             | 5,85 m       | Malte Mohr (TV Wattenscheid 01)                                                  | 5,80 m       | Hendrik Gruber (TSV Bayer 04 Leverkusen)                                    | 5,75 m       |
| Weitsprung     | Christian Reif (LC Rehlingen)                                                     | 8,06 m       | Sebastian Bayer (Hamburger SV)                                                   | 7,97 m       | Mario Kral (Hamburger SV)                                                   | 7,82 m       |
| Dreisprung     | Matthias Uhrig (VfL Sindelfingen)                                                 | 16,15 m      | Andreas Pohle (ASV Erfurt)                                                       | 15,75 m      | Marcel Kornhardt (ASV Erfurt)                                               | 15,48 m      |
| Kugelstoßen    | Ralf Bartels (SC Neubrandenburg)                                                  | 20,08 m      | Marco Schmidt (VfL Sindelfingen)                                                 | 19,7 m       | Hendrik Müller (LAC Erdgas Chemnitz)                                        | 19,23 m      |
| 5000 m Gehen   | Nils Brembach (SC Potsdam)                                                        | 19:39,88 min | Nils Gloger (SC Potsdam)                                                         | 19:47,52 min | Carsten Schmidt (SC Charlottenburg)                                         | 20:38,73 min |
| Siebenkampf    | Matthias Prey (SC Rönnau 74)                                                      | 5815 Punkte  | Patrick Scherfose (LG Weserbergland)                                             | 5775 Punkte  | Felix Hepperle (LG Neckar-Enz)                                              | 5700 Punkte  |